# 李先仁
李先仁（1963年11月6日—），中華民國（台灣）政治人物，曾代表中國國民黨當選第二、三屆國民大會代表及第四屆立法委員，但於2001年底競選連任失敗。
他於2002年退出國民黨後，加入台灣團結聯盟（台聯），先後擔任台聯政策中心主任、立院黨團主任。2007年，他請辭台聯黨團主任，逐漸淡出台聯的政黨活動；2008年1月末，他向國民黨臺北縣蘆洲市黨部遞件，重返國民黨。